# Csák Hugó
Csák Hugó (1918 – Budapest, 1991. június 9.) magyar táncos komikus, konferanszié. Eredeti neve Rapcsák József. A 20. század második felében , a maga idején nagyon sikeres volt. Kalmár Tibor visszaemlékezése szerint szeretett dominálni a színpadon ("megverte" a műsort).

## Életpályája
A Fővárosi Operettszínház  táncos komikusa volt az 1950-1960-as években. Utána szabadúszó.
A haknibrigádok közismert sikeres figurája. Az 1970-es években végig turnézta a külföldön élő  magyarság szórakozóhelyeit.

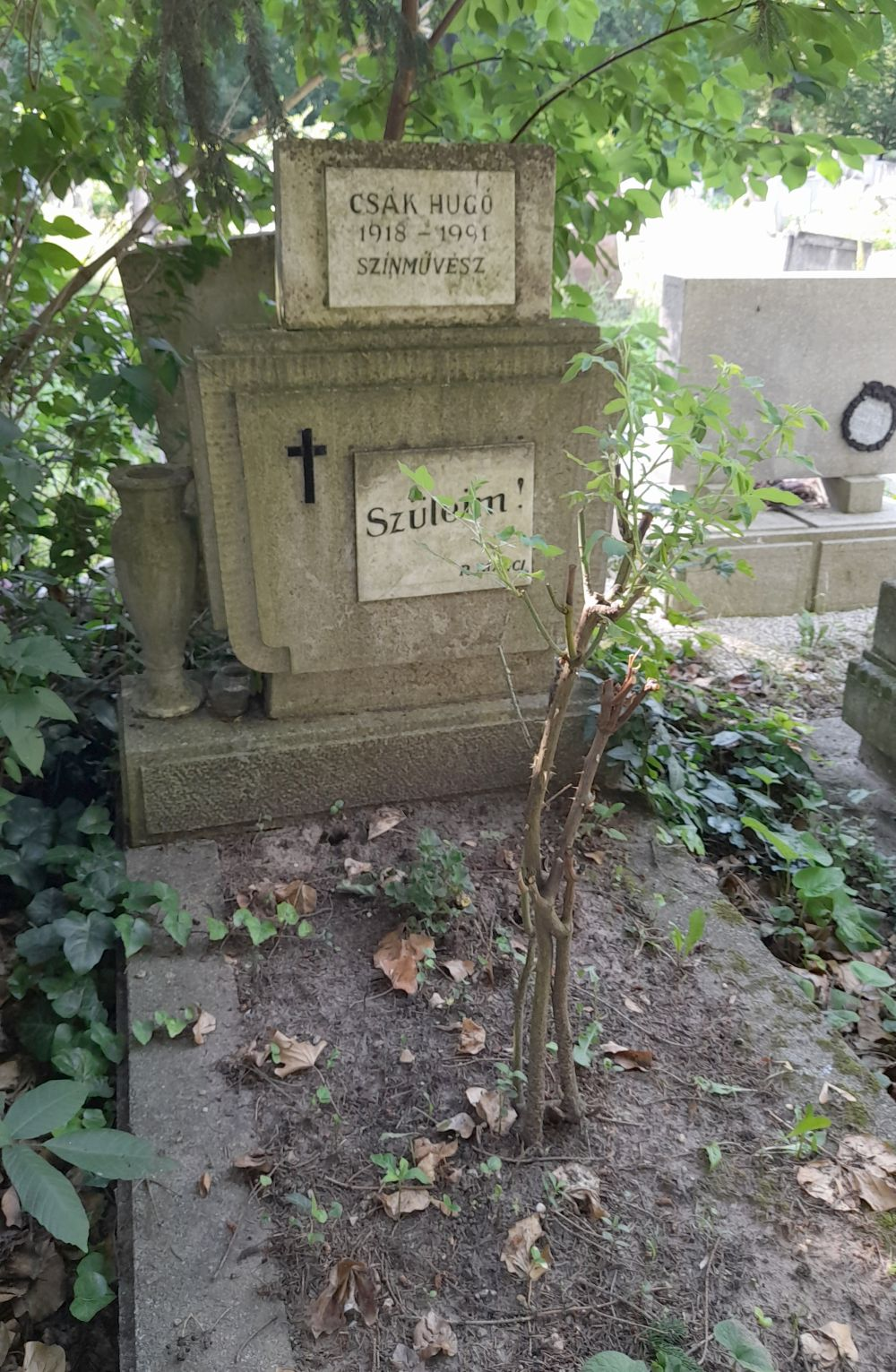
Sírja a Megyeri temetőben (65. parcella)

## Emlékezetes szerepei
- Frédi, operatőr (a Tavaszéji álom című darabban, 1947)[6]
- Salamon Béla egyik partnere a Lepsénynél még megvolt című kabaréban. (1954)[7]
- A süket (Fővárosi Operettszínház: Állami Áruház (1952))[8]